# コリニー
コリニー （Coligny）は、フランス、オーヴェルニュ＝ローヌ＝アルプ地域圏、アン県のコミューン。

## 地理
コリニーはブール＝カン＝ブレスの北約20マイル、ロン＝ル＝ソーニエの南およそ40kmの地点にあり、ジュラ県に近い。コミューンを高速道83号線が通る。コミューン東部はルヴェルモン地方の丘陵地帯であり、西はブレサーヌ地方の広い平野である。コミューンの西の端をソルナン川が流れる。

## 歴史

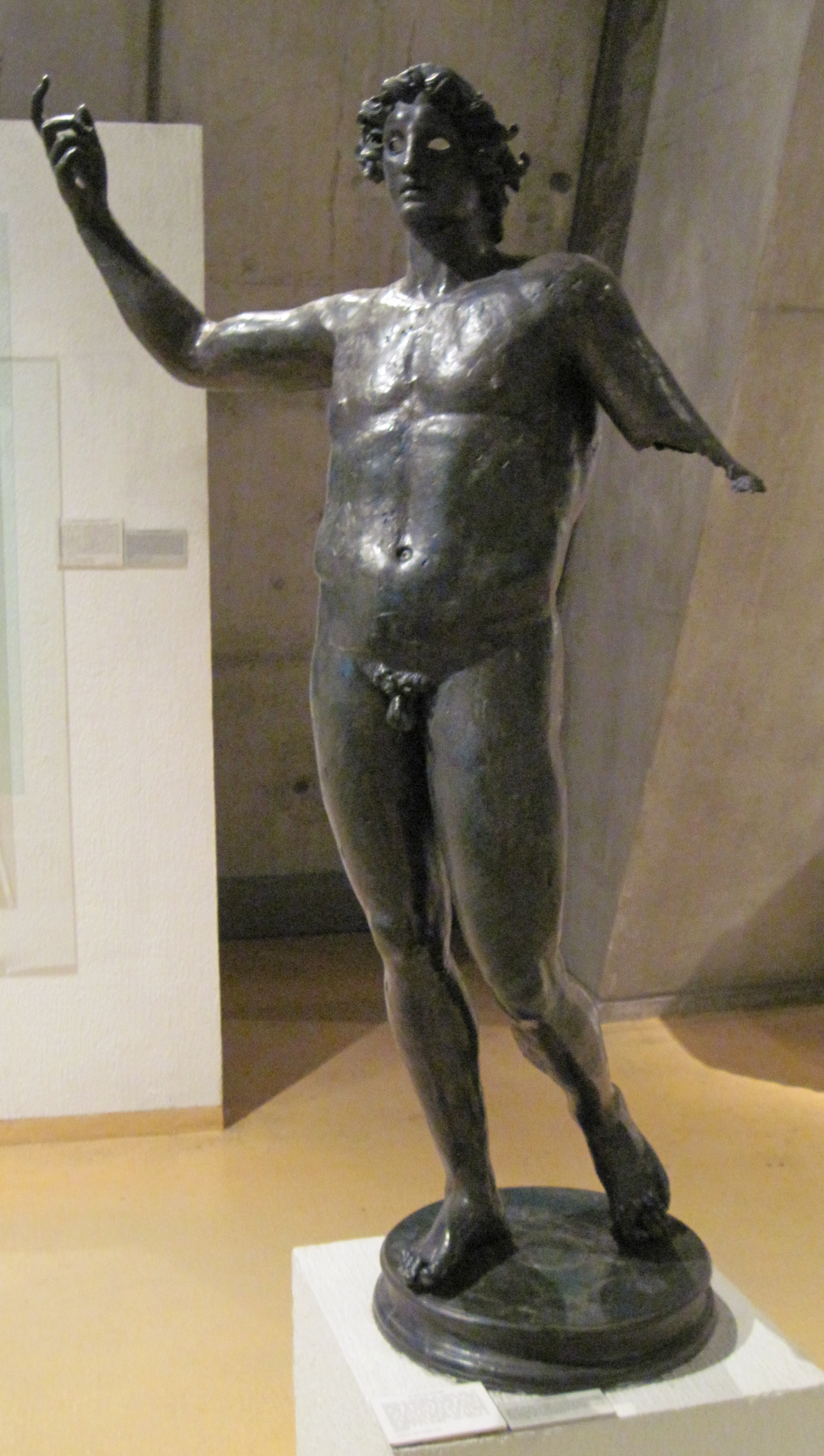
デュー・ド・コリニー

コリニーの名は、Colonia（またはCologna）という名称がフランス語化して進化したものである。ラテン語や紋章では、CologniacumやColoniacumと記される。フランス語文献ではColloignie、Colognie、Colligny、Coligniと記されている。
コリニーはコリニーの暦（fr）で有名である。2世紀後半にさかのぼるこの暦は、現存するガリア語の碑文の中で最も長いものとなる。暦はガリア語、ガリアの天文学の知識、ガリア人の時の管理の仕方を理解するのに大いに貢献した。これはラテン語のアルファベットで書かれている。暦とともに、コリニーでつくられたもうひとつの興味深い発見が、デュー・ド・コリニー（Dieu de Coligny、コリニーの神）と呼ばれるブロンズ像である。暦とブロンズ像のレプリカがコリニー役場に展示されている。
9世紀、マナッセス1世がコリニー最初の領主となった。彼の子孫がコリニー領主となり、フランス貴族コリニー家となった。
12世紀にコリニー領は分割された。1550年、ガスパール・ド・コリニーはコリニー＝ル＝ヴィエイユとコリニー＝ル＝ヌフの2領を統合した。コリニーはサヴォイア公の領土となった後、コリニー＝ル＝ヌフは1601年の条約によって正式にフランス領となった。コリニー＝ル＝ヴィエイユはブルゴーニュ公でもあったスペイン王が所有し、最終的にルイ14世時代にフランスに併合された。

## 人口統計
| 1962年 | 1968年 | 1975年 | 1982年 | 1990年 | 1999年 | 2006年 |
| ------ | ------ | ------ | ------ | ------ | ------ | ------ |
| 1 083  | 1 111  | 1 077  | 1 132  | 1 117  | 1 091  | 1 140  |

sources=Insee ·  et Cassini